# Équipe d'Australie de rugby à XV à la Coupe du monde 1987
L'équipe d'Australie de rugby à XV à la Coupe du monde 1987 termine quatrième de la compétition. Elle est battue par l'équipe du pays de Galles lors de la petite finale.

## Liste des joueurs
Les joueurs suivants ont joué pendant cette coupe du monde 1987. On dénombre quatorze avants, quatre demis et neuf arrières. Parmi ces vingt-sept joueurs, douze ont marqué un ou plusieurs essais.

### Première ligne
- Enrique Rodríguez
- Tom Lawton
- Andy McIntyre (1 essai marqué)
- Cameron Lillicrap
- Mark McBain
- Mark Hartill (1 essai)

### Deuxième ligne
- Steve Cutler
- Bill Campbell
- Ross Reynolds

### Troisième ligne
- Simon Poidevin (1 essai)
- Troy Coker
- Jeff Miller
- Steve Tuynman (1 essai)
- David Codey (2 essais)

### Demis de mêlée
- Nick Farr-Jones  (capitaine)
- Brian Smith (2 essais)

### Demis d’ouverture
- Michael Lynagh
- Steve James

### Trois-quarts centre
- Andrew Slack (3 essais)
- Anthony Herbert
- Brett Papworth (1 essai)
- Michael Cook

### Trois-quarts aile
- David Campese (4 essais)
- Peter Grigg (2 essais)
- Matt Burke (5 essais)

### Arrières
- Roger Gould
- Andrew Leeds (2 essais)

## Statistiques
Marqueurs d'essais australiens : 
- Matt Burke, ailier : 5
- David Campese, ailier : 4
- Andrew Slack, centre : 3
- David Codey, troisième ligne : 2
- Peter Grigg, ailier : 2
- Andrew Leeds, arrière : 2
- Brian Smith, demi de mêlée : 2
- Cinq joueurs à un essai.